# Ercole e il centauro Nesso
Ercole e il centauro Nesso è una statua marmorea dello scultore Giambologna, collocata a Firenze nella Loggia dei Lanzi.

## Storia e descrizione

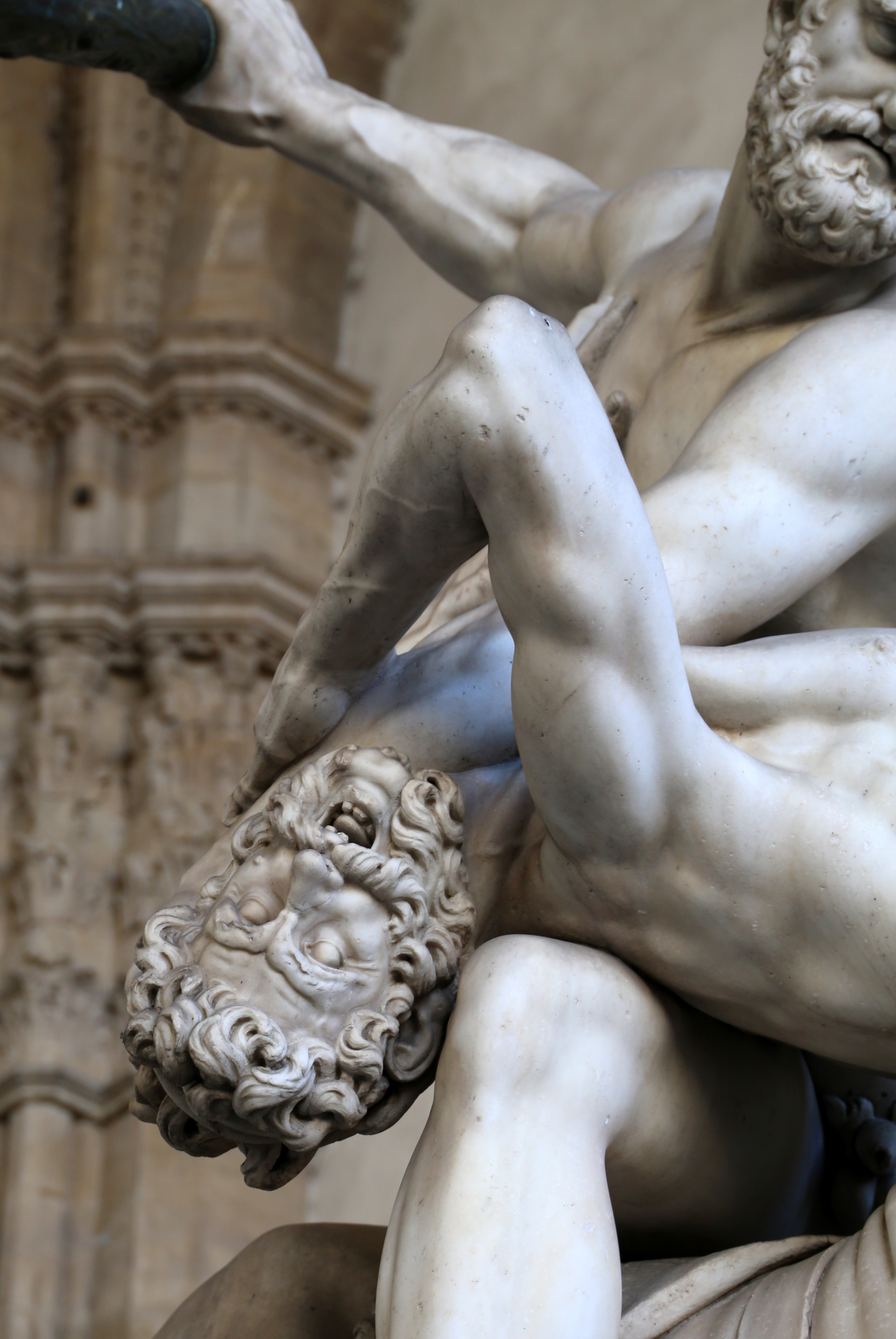
Dettaglio del volto di Nesso

Giambologna, scultore nativo delle Fiandre (il suo nome originario era infatti Jean Boulogne), malgrado le sue origini nordiche era da considerare italiano per spirito ed educazione; egli riuscì ad accogliere la lezione di Michelangelo e a rielaborarla nel segno della teatralità del Manierismo, animando le sue opere con un acuto gusto decorativo e una elegante dinamicità resa mediante masse contrapposte e serpentinate. 
A questi stilemi risponde pienamente il gruppo scultoreo, caratterizzato dalla grande forza plastica espressa dalla poderosa torsione, quasi elastica, del corpo del centauro Nesso, piegato dalla forza di Ercole, simbolo delle supreme virtù civiche e nume tutelare di Firenze. Nesso, secondo la tradizione mitologica, aveva infatti cercato (sotto il pretesto di aiutarla a traversare un fiume) di violentare Deianira, la moglie dell'eroe, che pertanto uccise il centauro battelliere con le sue frecce micidiali. Lo scalpello di Giambologna coglie il momento culminante di questo scontro, trasposizione ideale della lotta tra il bene e il male, e si sofferma virtuosisticamente su numerosi dettagli, tra cui la folta capigliatura a boccoli del centauro, l'espressione straziata del suo viso e la rabbia incontrollata del volto di Ercole.
Ercole e il centauro Nesso fu collocato dapprima, nel 1599, sul Canto dei Carnesecchi a Firenze; successivamente, lo si trasferì sotto il loggiato degli Uffizi, dal lato meridionale. Più tardi fu posto sulla piazzetta che si trova vicina al Ponte Vecchio, sulla riva sinistra dell'Arno e, nel 1812, trovò la sua collocazione definitiva nella Loggia dei Lanzi in Piazza della Signoria.